# Fushë Kosovë (ort)
För andra betydelser, se Fushë Kosovë (olika betydelser).
Fushë Kosova (albanska: Fushë Kosovë med böjningsformen Fushë Kosova; serbiska: Косово Поље, Kosovo Polje) är en ort i Kosovo, omkring 5 kilometer sydväst om Pristina. Orten har 34 718 invånare (2011). I närheten av orten Kosovo Polje stod slaget vid Trastfältet i juni 1389.
Trastfältet är det svenska namnet på Fushë Kosova (Kosovo Polje) i mellersta Kosovo.

### Fotnoter
1. ↑  Dick Harrison (21 mars 2002). ”Kampen om Kosovo” (på svenska). Populär historia. Arkiverad från originalet den 27 april 2018. https://web.archive.org/web/20180427184654/https://popularhistoria.se/artiklar/kampen-om-kosovo. Läst 21 april 2018.
2. ↑  Frederick Fooy (januari 2014). ”Trastfältet 1389” (på svenska). Militärhistoria. Arkiverad från originalet den 27 april 2018. https://web.archive.org/web/20180427184203/https://militarhistoria.se/artiklar/trastfaltet-1389. Läst 21 april 2018.